# Marsing
Marsing é uma cidade localizada no estado americano de Idaho, no Condado de Owyhee.

## Demografia
Segundo o censo americano de 2000, a sua população era de 890 habitantes.
Em 2006, foi estimada uma população de 964, um aumento de 74 (8.3%).

## Geografia
De acordo com o United States Census Bureau tem uma área de
1,7 km², dos quais 1,7 km² cobertos por terra e 0,0 km² cobertos por água. Marsing localiza-se a aproximadamente 701 m acima do nível do mar.

## Localidades na vizinhança
O diagrama seguinte representa as localidades num raio de 24 km ao redor de Marsing.